# William Lawvere
Francis William Lawvere, né le 9 février 1937 à Muncie dans l'Indiana et mort le 23 janvier 2023 à Chapel Hill (Caroline du Nord), est un mathématicien américain. 

## Biographie
William Lawvere est connu pour son travail en théorie des catégories, théorie des topoi et en philosophie des mathématiques.
Son directeur de thèse est Samuel Eilenberg, et il suit aussi des cours d'Alfred Tarski et Dana Scott à l'université de Berkeley.